# Louis Artus
Louis Artus (Parigi, 10 gennaio 1870 – Parigi, 11 maggio 1960) è stato uno scrittore, drammaturgo e critico teatrale francese.

## Biografia
Fu autore di una mezza dozzina di opere teatrali in stile boulevardier, tra cui Cœur de moineau (1905), L'Amour en banque (1907) e Le Petit Dieu (1910). Scrisse anche una decina di romanzi e fu critico letterario e teatrale per diverse testate parigine, tra cui Le Gaulois, Excelsior, L'Intransigeant e Le Petit Journal. 
Nel 1952 fu candidato al Premio Nobel per la letteratura da Louis Madelin e André Maurois.

## Opere (parziale)
- La Maison du fou, Emile-Paul frères, 1918
- La Maison du sage, Emile-Paul frères, 1920
- Le Vin de ta vigne, Emile-Paul frères, 1922
- La chercheuse d'amour, Bernard Grasset, 1926
- Les chiens de Dieu, Bernard Grasset, 1928
- Au soir de Port-Royal, Bernard Grasset, 1930
- Deux pirates et une amoureuse, Baudinière, 1931
- Paix sur la terre ?,Bernard Grasset, 1932
- L'hérésie du bonheur, Plon, 1939
- La plus belle histoire d'amour du monde, Denoël, 1945